# Sean Kelly (calciatore)
Sean Kelly (Glasgow, 1º novembre 1993) è un calciatore scozzese, difensore del Partick Thistle.

## Caratteristiche tecniche
È un difensore centrale, che all'occorrenza può essere impiegato come terzino sinistro.

## Carriera

### Club
Ha giocato nella prima divisione scozzese.

### Nazionale
Ha giocato nella nazionale scozzese Under-21.

## Palmarès

### Club

#### Competizioni nazionali
- Scottish Challenge Cup: 1

Ross County: 2018-2019
- Scottish Championship: 1

Ross County: 2018-2019